# Huizerhoef
De Huizerhoef is een kunstmatig eiland in het Gooimeer, nabij de Stichtse Brug. Het onbewoonde eiland is hoefijzervormig. Op het eiland bevindt zich een grote kolonie kokmeeuwen, die in 2004 zo'n 2200 nesten telde.

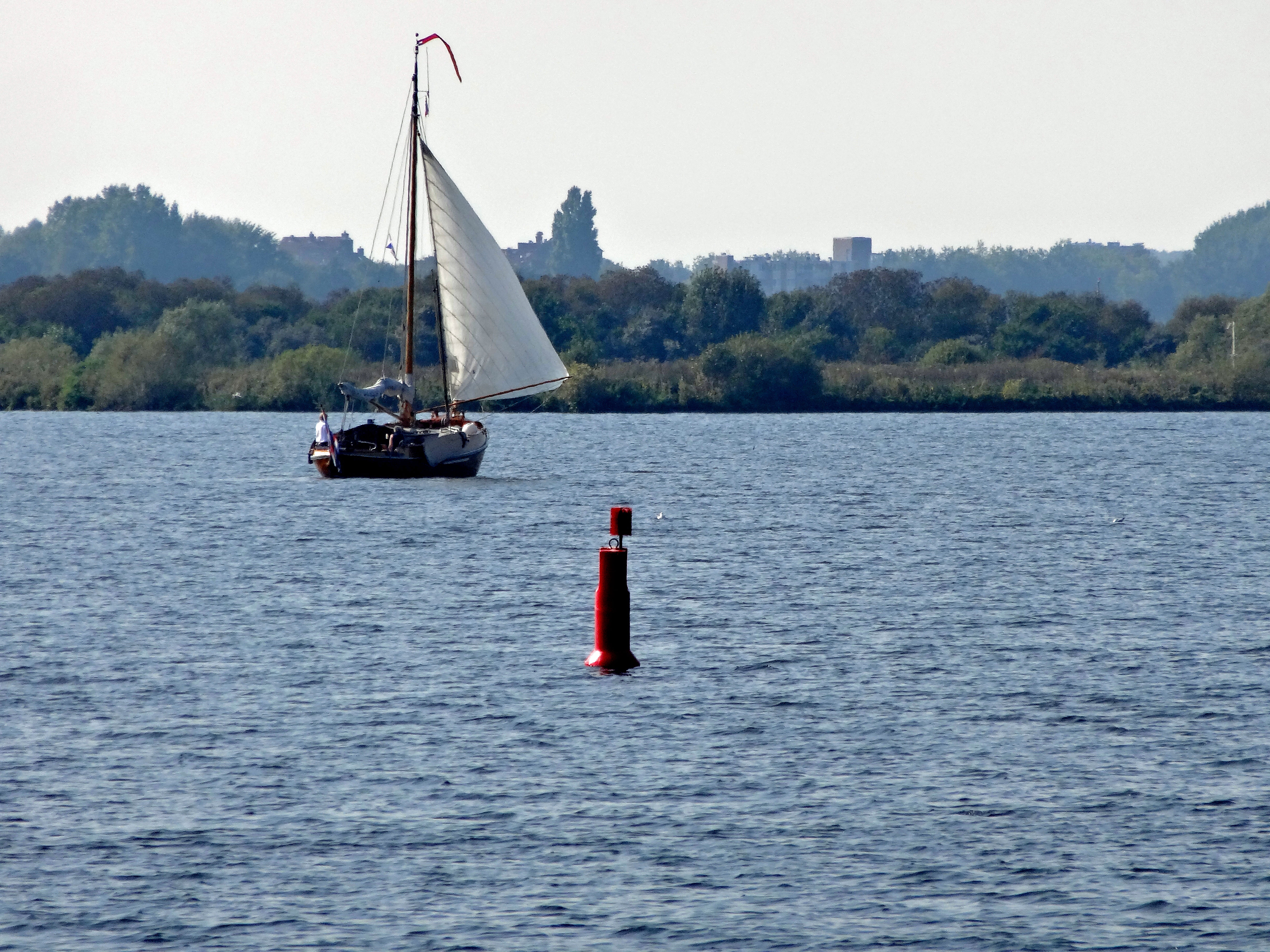
Het Gooimeer met op de achtergrond de Huizerhoef